# Okcheon-myeon, Yangpyeong-gun
Okcheon-myeon (koreanska: 옥천면) är en socken i kommunen Yangpyeong-gun i provinsen Gyeonggi i den norra delen av  Sydkorea, 45 km öster om huvudstaden Seoul.